# Agonopterix propinquella
Agonopterix propinquella — вид метеликів родини плоских молей (Depressariidae).

## Поширення
Вид поширений на більшій частині Європи. Присутній у фауні України.

## Опис
Розмах крил молі становить 16-19 мм. Личинки яблучно-зелені з чорною головою.

## Спосіб життя
Імаго літають з вересня по липень. Личинки живляться листям лопуха, будяка, волошки, осота, артишока, салатника та серпію. Спершу вони мінують листя рослини-господаря, а потім починають обгризати його ззовні.